# Braxton
Braxton és una població dels Estats Units a l'estat de Mississipi. Segons el cens del 2000 tenia 181 habitants.

## Demografia
Segons el cens del 2000, Braxton tenia 181 habitants, 74 habitatges, i 44 famílies. La densitat de població era de 116,5 habitants per km².
Dels 74 habitatges en un 27% hi vivien nens de menys de 18 anys, en un 48,6% hi vivien parelles casades, en un 9,5% dones solteres, i en un 39,2% no eren unitats familiars. En el 35,1% dels habitatges hi vivien persones soles el 18,9% de les quals corresponia a persones de 65 anys o més que vivien soles. El nombre mitjà de persones vivint en cada habitatge era de 2,45 i el nombre mitjà de persones que vivien en cada família era de 3,09.
Per edats la població es repartia de la següent manera: un 27,1% tenia menys de 18 anys, un 5,5% entre 18 i 24, un 29,3% entre 25 i 44, un 23,2% de 45 a 60 i un 14,9% 65 anys o més.
L'edat mediana era de 36 anys. Per cada 100 dones de 18 o més anys hi havia 80,8 homes.
La renda mediana per habitatge era de 26.250 $ i la renda mediana per família de 43.036 $. Els homes tenien una renda mediana de 37.500 $ mentre que les dones 12.500 $. La renda per capita de la població era de 14.527 $. Entorn de l'11,6% de les famílies i el 17% de la població estaven per davall del llindar de pobresa.

## Poblacions més properes
El següent diagrama mostra les poblacions més properes.